# Kunming Airlines
Kunming Airlines — китайская авиакомпания базирующаяся в Куньмине. Компания была основана в 2005 году.

## Планы развития авиакомпании
В 2008 году авиакомпания подготовила план развития на 15 лет.
- 2008-2010 — Увеличение флота до 30-40 самолётов, создать обширную маршрутную сеть в провинции Юньнань. Открыть рейсы в столицы провинций и развитые города на восточном побережье.
- 2010-2015 — Увеличение флота до 80-100 самолётов, расширить маршрутную сеть и создать хабы в Сиане и Гуаньчжоу
- 2015-2022 — Увеличение флота до 150—200 самолётов, создать хабы в Тяньцзине и Ханьчжоу. Сосредоточится на развитии международных рейсов.

## Флот

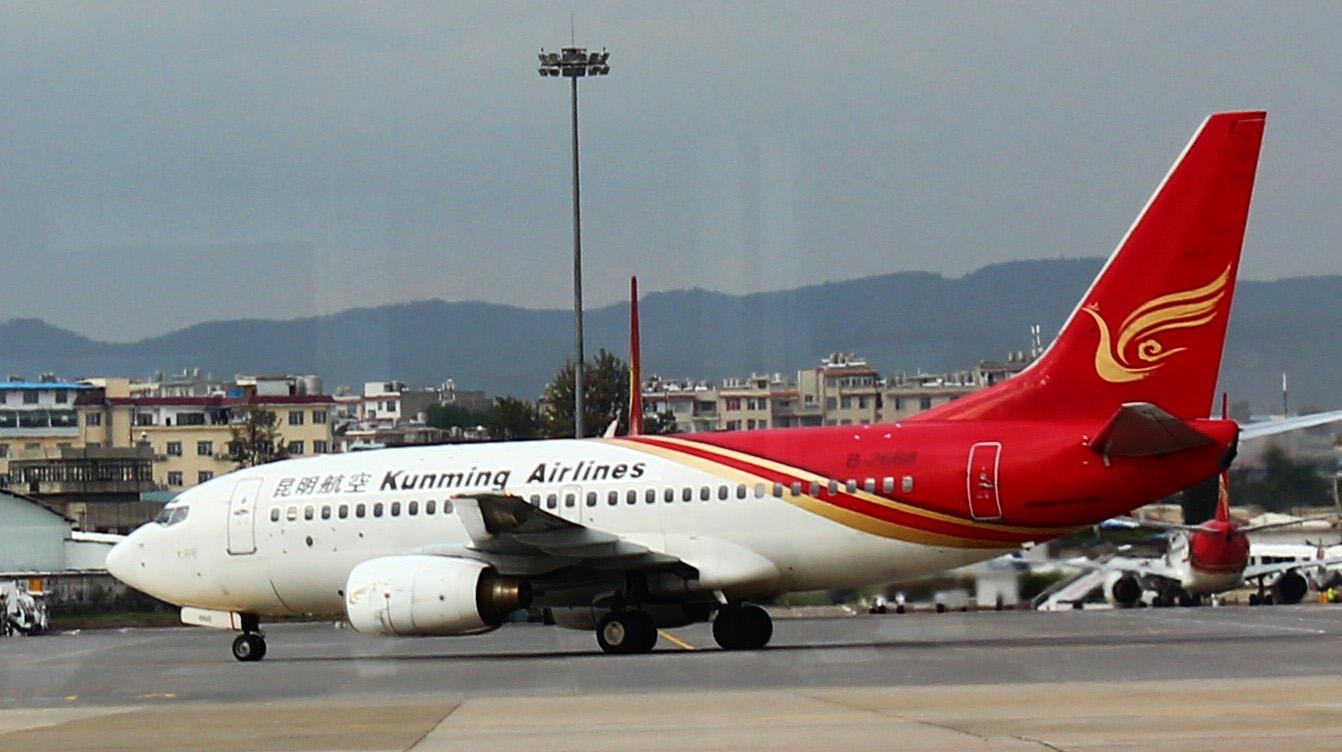
B737-700 авиакомпании Kunming Airlines

Флот Kunming Airlines (на Май 2018):
| Воздушное судно  | Используется | Заказано |
| ---------------- | ------------ | -------- |
| Boeing 737-700   | 13           | —        |
| Boeing 737-800   | 13           | —        |
| Boeing 737 MAX 7 | —            | 10       |
| Total            | 26           | 10       |